# Sanča Aragonska
Infanta Doña Sanča Aragonska (šp. Sancha de Aragón) (o. 1045. – 16. kolovoza 1097.), često znana na španjolskom kao condesa doña Sancha ("grofica gospa Sanča"), bila je srednjovjekovna princeza i grofica.
Njezini roditelji su bili prvi kralj Aragonije, Ramiro I. i njegova žena, prva kraljica Aragonije, Ermesinda od Bigorre. Sanča je znana i kao Sanča Ramírez. 
Sanča je bila polusestra i imenjakinja grofa Sanča Ramíreza (sin konkubine Sančina oca) te sestra kralja Sanča Ramíreza.
Doña Sanča je bila veoma utjecajna osoba u svom kraljevstvu. Neko je vrijeme upravljala župom Pamplonom, nakon svog brata, biskupa Garcíje.

## Teorije
O gospi Sanči postoji nekoliko teorija; one se tiču njezina mogućeg braka (ili brakova).
Premda je Sanča znana kao grofica, nije potpuno jasno odakle joj taj naslov.
Moguće je da je Sanča bila žena grofa Poncija Tuluškog. Druga je mogućnost da je bila četvrta supruga grofa Ermengola III.
Postoji čak i mogućnost da je Sanča bila udana i za Poncija i za Ermengola.